# Василије Иванковић
Василије Иванковић (Цариград, 16. септембар 1815 — Трст, 23. фебруар 1898) био је српски морепловац и сликар.

## Биографија
Василије Иванковић био је син Јована Иванковића, капетана из Херцег Новог, заповедника руског бригантина „Леонида“. Василијева мајка била је цариградска Гркиња Катарина Вајано. Породица Јована Иванковића живела је на Савини, где су добили земљу од Млечана за заслуге у Првом морејском рату. У архиви Лучке капетаније Роза записан је Василије Иванковћ 1839. као командант бригантине „Санта Росалиа” под јерусалимском заставом. Након тога Иванковић је командовао и бригантином „Анета Триестина”.
Од 1849. године Василије Иванковић се настанио у Трсту, где ће провести остатак живота. Иванковић се у Трсту 1851. оженио Луцијом Клеменц са којом је имао шест ћерки. Према подацима српске православне цркве Св. Спиридона у Трсту Василије Иванковић био је православне вере, док су његове ћерке крштене у католичкој цркви. Најстарија позната Иванковићева слика је портрет једрењака Бококоторског залива, барка „Драгето” из 1865. године, а сматра се да је до краја своје каријере направио преко 300 слика једрењака и ратних бродова домаћих и страних бродара.

## Дело
Василије Иванковић је по наруџбини капетана, бродовласника и компанија, сликао све врсте једрењака и пароброда. Он их је прецизно представљао, а његове слике су важан документ о поморској историји. Радио је углавном техником уља на платну, танким слојевима, тамнијим бојама, посебно у приказу узбурканог мора и неба. Често је сликао једрењаке из Бококоторског залива, посебно оне у власништву породица Висин и Флорио, као и бродове паштровских капетана.
У појединачним приказима бродова који плове (Барк Ебер, 1870) или у олуји (Брод Јане, 1881; Барк Мирто), на сликама на којима долази до изражаја море, позадина, чамци око брода и други детаљи (Барк Рума, 1876; Нава Даница, 1887) и композиције (Гибралтар, Битка на једру и пари и Бродови породице Пошћић, обе насликане 1872.) уздизали су се изнад илустрације.
Иванковићева слика америчке фрегате „Колорадо“, коју је Ф. Д. Рузвелт купио 1935. године, сачувана је у Спомен обележју овог америчког председника (Franklin D.Roosevelt Presidential Library and Museum) у Вашингтону.
Постхумне изложбе Иванковићевих слика одржане су у Дубровнику (1957), Ријеци (1958, 1983, 1985), Крку (1984), Поречу (1986), а његови радови излагани су и на многим другим изложбама маринистичког сликарства.